# 스미 하나요
스미 하나요(일본어: 寿美 花代 すみ はなよ[*], 1932년 2월 6일 ~ )는 일본의 배우이자 탤런트이다. 다카라즈카 가극단 전 호시구미 남역 톱스타이다. 혈액형은 AB형, 토호 예능 소속이다. 본명은 타카시마 세츠코 (高嶋 節子), 결혼 전 성은 마츠다이라(松平)이다. 다카라즈카 가극단 재단 시절의 애칭은 결혼 전 성에서 따와 "맛짱"이다. 효고현 니시노미야시 출신이다.

## 약력

### 어린 시절
히사마츠 마츠다이라씨 출신의 명문가에서 태어났다. 전쟁 중에는 기후현 게로시의 친족 밑에서 피신해있었다.

### 다카라즈카 가극단으로
아시야고등여학교 (현 아시야가쿠엔 중학교ㆍ고등학교)를 거쳐, 1948년, 다카라즈카 가극단에 입단했다. 다카라즈카 가극단 35기생으로, 재단 시절 소속 구미는 츠키, 호시, 성악전과 순이다. 『하루노오도리(春のをどり)』로 초무대를 했다. 동기생으로는 타카치호 히즈루, 미야비 노리코, 마키 카츠미, 오오타 요시코 등이 있다. 야치구사 카오루와는 한 기수 차이이다. 다카라즈카 입단 시기 성적은 46명 중 35등이다. 다카라즈카에 들어가기 전까지는 여성들만 있는 극단이란 것을 깨닫지 못했다. 스타가 된 계기는 대역으로, 그 조건이 대역으로 들어가는 역할의 가발이 머리에 맞았던 것이다.
1951년, 『꿀벌의 모험(蜜蜂の冒険)』의 대역으로, 주연 페이어를 연기했다. 1952년, 『사루토비 사스케(猿飛佐助)』에서 첫 주연을 맡아, 그 인기는 브로마이드 매출 1위에 오를 정도였다. 1953년에는 『안니 로리(アンニー・ローリー)』로 다카라즈카 신인 연기상을 수상했다. 1958년, 『세개의 왈츠(三つのワルツ)』로, 요도 카오루, 오오지 미치오와 함께 예술제 장려상 (대중 예능부)을 수상했다.
1960년, 『화려한 천박자(華麗なる千拍子)』으로 예술제상, 테아트론상을 수상했다. 이듬해 1961년에도 상연되어 출연하였다. 기존의 남역과 달리 파인애플 여왕 역으로 망사 타이즈의 각선미를 선보인 장면이 화제를 모았다. 『화려한 천박자(華麗なる千拍子)』는 영상이 현재 존재한다.
1961년 12월 31일, 제 12회 NHK 홍백가합전에 첫 출장하였다.
재단 중에는 남역으로 활약하는 한편, 영화에 외부 출연하였다.
1963년, 타카시마 타다오와의 결혼을 위해, 하나ㆍ호시구미 합동공연 『다카라젠느에게 영광이 있기를(タカラジェンヌに栄光あれ)』을 끝으로 퇴단하였다.

### 퇴단 후
타카시마와의 결혼 후에는, 『잘먹었습니다(ごちそうさま)』에 부부가 오랜 세월 출연하는 등, 주로 텔레비전 프로그램에서 활약을 계속했다.
헤이세이 이후, 『헤이세이 교육 위원회(平成教育委員会)』, 『치친푸이푸이(ちちんぷいぷい)』 등의 버라이어티 프로그램에도 단독으로 출연하였다.
2014년, 다카라즈카 가극단 100주년 기념으로 창설된 『다카라즈카 가극 전당(宝塚歌劇の殿堂)』 최초 100인 중 한명으로 전당에 입성하였다.

## NHK 홍백가합전 출전이력
| 년도 | 회 | 곡명      | 대전상대        |
| ---- | -- | --------- | --------------- |
| 1961 | 12 | 재즈 밴드 | 모리시게 히사야 |